# Движение на непартийните кандидати
Движението на непартийните кандидати (с абревиатура: ДНК) е политическа партия в България. Основана е през 2020 г. от Минчо Христов.

## Парламентарни избори

### април 2021 г.
На парламентарните избори през април 2021 г. участва с бюлетина № 20. Движението не успява да премине 4-процентовата бариера, за да влезе в Народното събрание, като получава 16 868 действителни гласа, или 0,53%.

### 2022 г.
На парламентарните избори през 2022 г. участва с бюлетина № 18.
Сред намеренията в кампанията си Движението на непартийните кандидати обявява, че ще работи за в възстановяване на отношения между България и Русия, забрана за добива на шистов газ, запазване на българският лев като национална валута, и прочее.